# Гарві Болл
Гарві Болл (англ. Harvey Ball; 10 липня 1921 — 12 квітня 2001) — американський рекламний художник, який придумав смайл.
Гарві Болл народився і виріс у місті Вустер, штат Массачусетс, навчався образотворчому мистецтву у школі при Вустерському музеї мистецтв.
У 1959 році відкрив власний рекламний бізнес, однак роботу свого життя — смайл, символ посмішки — зробив у 1963 році.
Державна компанія взаємного страхування життя «State Mutual Life Assurance Company of America» у Вустері найняла Гарві Болла для створення яскравого символу компанії, щоб підвищити трудову дисципліну. Робота зайняла у Болла лише 10 хвилин, однак смайл так сподобався клієнтам компанії, що вже через декілька місяців було випущено більше десяти тисяч значків із усміхненим обличчям, а згодом смайл став всесвітнім символом посмішки.
Слід зазначити, що Болл ніколи не подавав заявку на товарний знак або авторське право на смайлик і заробив усього $ 45 за його розробку (315 доларів США в 2010 році з урахуванням інфляції долара).
У 1999 році Гарві Болл заснував власну компанію «World Smile Corporation», а також офіційне свято — Всесвітній день усмішки, який відзначається у першу неділю жовтня.
Помер Гарві Болл 12 квітня 2001 року у віці 79 років через печінкову недостатність.